# Шеррі Галлахер
сержант Шеррі Джо Галлахер (англ. Sherri Jo Gallagher) — американський солдат, який має 22 національні рекорди Сполучених Штатів зі стрільби з гвинтівки. У 2010 році вона була визнана солдатом року армії США.